# Gazave
Gazave ist eine französische Gemeinde mit 70 Einwohnern (Stand 1. Januar 2022) im Département Hautes-Pyrénées in der Region Okzitanien (vor 2016: Midi-Pyrénées). Sie gehört zum Arrondissement Bagnères-de-Bigorre und zum Kanton Neste, Aure et Louron.
Die Einwohner werden Gazavais und Gazavaises genannt.

## Geographie
Gazave liegt elf Kilometer südlich von Lannemezan und circa 22 Kilometer östlich von Bagnères-de-Bigorre in der Région naturelle Comminges.
Umgeben wird Gazave von den sechs Nachbargemeinden:
| Saint-Arroman | Montoussé                                   | Montsérié |
| Mazouau       | Kompassrose, die auf Nachbargemeinden zeigt | Bize      |
|               | Hèches                                      |           |

Der höchste Punkt des Gemeindegebiets liegt auf dem Gipfel des Cap d’Estivère (1211 m) an der Grenze zur südlichen Nachbargemeinde Hèches.

## Einwohnerentwicklung

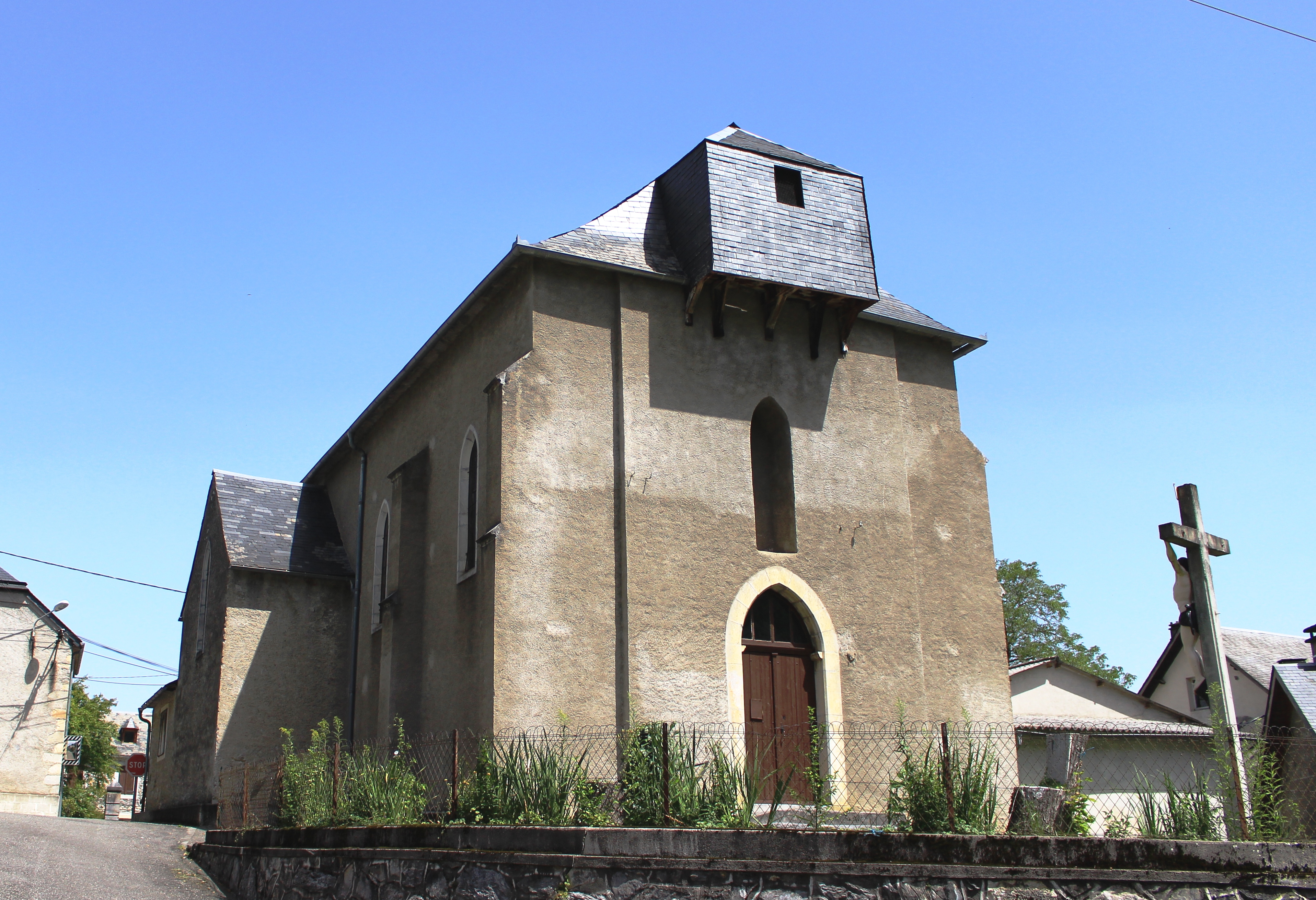
Pfarrkirche Saint-Barthélemy

Nach Beginn der Aufzeichnungen stieg die Einwohnerzahl in der Mitte des 19. Jahrhunderts auf einen Höchststand von 310. In der Folgezeit sank die Größe der Gemeinde bei kurzen und längeren Erholungsphasen bis zur Jahrtausendwende auf ein Niveau von rund 65 bis 70 Einwohnern, das seitdem gehalten wird.
| Jahr      | 1962 | 1968 | 1975 | 1982 | 1990 | 1999 | 2006 | 2011 | 2022 |
| --------- | ---- | ---- | ---- | ---- | ---- | ---- | ---- | ---- | ---- |
| Einwohner | 133  | 108  | 112  | 110  | 88   | 68   | 68   | 70   | 70   |

## Sehenswürdigkeiten
- Pfarrkirche Saint-Barthélemy

## Wirtschaft und Infrastruktur
Gazave liegt in den Zonen AOC der Schweinerasse Porc noir de Bigorre und des Schinkens Jambon noir de Bigorre.

### Verkehr
Gazave wird von der Route départementale 526 durchquert.